# Return to House on Haunted Hill
Return to House on Haunted Hill (bra: De Volta à Casa da Colina) é um filme de terror americano de 2007 e a sequência do filme House on Haunted Hill de 1999. Dirigido por Víctor García e escrito por William Massa, o filme é estrelado por Amanda Righetti, Tom Riley, Cerina Vincent e Erik Palladino. A trama acompanha Ariel Wolfe — irmã mais nova de Sara Wolfe, uma personagem do filme anterior — sendo forçada por um grupo de pessoas a procurar um ídolo misterioso escondido dentro de um asilo psiquiátrico abandonado e mal-assombrado.
O filme foi lançado direto para vídeo em 16 de outubro de 2007 nos formatos DVD, Blu-ray e HD DVD.

## Sinopse
A editora de moda Ariel Wolfe se recusa a acreditar nas histórias assustadoras de sua irmã sobre o manicômio abandonado em Haunted Hill. Mas, quando sua irmã é encontrada morta por um aparente suicídio, Ariel e seu namorado, Paul, encontram um diário em seu apartamento que contém informações sobre uma estátua amaldiçoada que vale milhões, escondida no terreno do asilo. A descoberta leva o perturbado estudante de antropologia Desmond a sequestrar o casal, forçando-os a ajudar a encontrar a estátua.

## Elenco
- Amanda Righetti como Ariel Wolfe
- Cerina Vincent como Michelle
- Erik Palladino como Desmond Niles
- Tom Riley como Paul
- Andrew Lee Potts como Kyle
- Steven Pacey como Dr. Richard Hammer
- Jeffrey Combs como Dr. Richard B. Vannacutt
- Kalita Rainford como Harue
- Gil Kolirin como Norris Boz
- Andrew Pleavin como Samuel
- Chucky Venice como Warren Jackson
- Stilyana Mitkova como Fantasma de Sara Wolfe

## Produção
A produtora americana Dark Castle Entertainment anunciou que produziria uma sequência de House on Haunted Hill (1999) em agosto de 2006 e disse que havia escalado Amanda Righetti para o papel principal na mesma época. Em junho de 2007, a Warner Bros. concordou em cofinanciar a sequência sob sua marca Warner Premiere, uma subdivisão do estúdio que se concentra em lançamentos diretos em DVD e outras mídias digitais. O filme foi filmado usando mídia digital de alta definição e contém um recurso extra chamado Cinema de Navegação, um filme interativo com um conceito de "escolha sua própria aventura" que permite aos espectadores manipular até sete aspectos do enredo para criar 96 versões diferentes do filme. O ator Jeffrey Combs disse que o roteiro não continha as cenas de "ramificação de navegação", e o diretor Victor Garcia admitiu que essas mudanças no roteiro só aconteceram no início das filmagens principais.
Return to House on Haunted Hill foi a estreia de Victor Garcia na direção de um longa-metragem, que já havia dirigido um único curta-metragem. Foi também o primeiro crédito de roteiro do escritor William Massa. As filmagens ocorreram em Sófia, Bulgária.

### Trilha sonora
Todas as músicas compostas por Frederik Wiedmann.
Lista de faixas
1. Ariel Wolfe – 1:53
2. Sarah's Apartment	– 2:06
3. Meet Desmond – 2:29
4. Let The Tour Begin – 1:06
5. Splitting Up – 3:45
6. Electroshock Therapy – 3:19
7. Blankets – 1:57
8. Standing In Norris – 1:32
9. Ariel Returns – 2:17
10. Brain Twist – 0:44
11. Making The Plan – 2:29
12. The Hydro Pool – 2:02
13. Underwater – 3:55
14. The Crematorium – 1:46
15. The Idol– 1:59
16. The Shower – 1:46
17. The House Awakens – 0:54
18. Dr. Vannacutt – 1:50
19. Open House – 2:11
20. The Beach – 1:10
21. Return To House On Haunted Hill – 2:41

## Lançamento
A Warner Bros. e a Dark Castle lançaram o filme em DVD, em 16 de outubro de 2007. Nos Estados Unidos, a Warner Premiere lançou uma versão sem classificação com a tecnologia Navigational Cinema, bem como uma versão com classificação R que não tinha essa tecnologia.
O lançamento sem classificação nos EUA não continha entrevistas, comentários ou recursos especiais de "making of", mas incluía quatro cenas deletadas; um videoclipe para a música "Simple Survival" do Mushroomhead (apresentada na trilha sonora do filme); e cerca de 20 minutos de entrevistas com os personagens principais, que recapitulavam o enredo do filme ou forneciam uma história de fundo limitada. Muitos dos recursos do Cinema de Navegação levaram a escolhas de cena que incluíam mais nudez ou sangue, mas apenas uma escolha mudou materialmente o resultado da história. Foram gravados mais 60 minutos de vídeo para incorporar essas escolhas.

## Recepção
No agregador de críticas cinematográficas e televisivas Rotten Tomatoes, o filme tem uma taxa de aprovação de 43% de aprovação baseada em sete críticas. Uma crítica na Wired declarou que o enredo e o roteiro eram atrozes, dizendo: "Por alguma razão, a sequência apresenta um ídolo misterioso como a causa do Mal Inerente [de Vannacutt]". É uma razão incrivelmente artificial para trazer as pessoas de volta para casa, e as subtramas sobre suicídios e gângsteres estão particularmente deslocadas. O fator sangue é adequado, mas você não vai se importar com ninguém que esteja morrendo, o que torna isso uma perda de tempo horrível." O site DVD Talk chamou a história de "recauchutada", os personagens de "mal escritos" e o enredo do ídolo Baphomet de "completamente arbitrário". No entanto, algumas análises consideraram que a possibilidade do espectador selecionar tramas alternativas era intrigante e divertida.

## Sequência cancelada
Uma terceira parte da série havia sido planejada, mas as baixas vendas de DVD de Return to House on Haunted Hill levaram a Dark Castle a cancelar esses planos em outubro de 2010.